# 12208 Jacobenglander
12208 Jacobenglander este o planetă minoră (asteroid) din centura de asteroizi. A fost descoperită pe 2 martie 1981 la Observatorul Siding Spring de Schelte J. Bus. 
Obiectul prezintă o orbită caracterizată de o semiaxă mare de 2,5129949 UAi, o excentricitate de 0,08, o înclinație de 3,44164 ° în raport cu ecliptica.